# P-821 Heroj
P-821 Heroj bila je napadna podmornica klase Heroj. Izgrađena je 1968. u Brodogradilištu specijalnih objekata u Splitu za potrebe tadašnje Jugoslavenske ratne mornarice.
Raspadom SFRJ podmornica je odvezena u Crnu Goru gdje je služila u mornaricama SR Jugoslavije te kasnije Srbije i Crne Gore.
Iz operativne uporabe je povučena nakon što je 2004. prekinut generalni remont. Bit će postavljena kao muzejski eksponat Nautičkog muzeja u Tivtu.